# Nordfriesisches Jahrbuch
Das Nordfriesische Jahrbuch gilt als „das wichtigste Publikationsorgan innerhalb des Nordfriesischen.“ Es wurde erstmals im Jahr 1965 herausgegeben und erscheint seitdem jährlich. Herausgeber ist das Nordfriisk Instituut (= Nordfriesisches Institut) in Bredstedt. Schwerpunkte der Darstellungen sind Regionalgeschichte, Landeskunde und die Nordfriesische Sprache.

## Veröffentlichungen
- Nordfriisk Instituut (Hrsg.): Nordfriesisches Jahrbuch 1965 – Neue Folge Band 1. Bredstedt 1965
- Nordfriisk Instituut (Hrsg.): Nordfriesisches Jahrbuch 2013. Bredstedt 2013